# Hal Schaefer
Hal Schaefer (New York, 22 luglio 1925 – Ft. Lauderdale, 8 dicembre 2012) è stato un musicista statunitense.

## Biografia
Fu insegnante di canto di Marilyn Monroe. Diventati amanti riuscirono a non farsi scoprire dall'ex marito della donna Joe di Maggio che con l'amico Frank Sinatra volendoli cogliere sul fatto entrarono nell'appartamento sbagliato.
Fu anche attore, comparendo in Nozze infrante  del 1950 e in La dominatrice del destino del 1952.

## Filmografia parziale

### Addetto alle musiche
- Gli uomini preferiscono le bionde (1953)
- Follie dell'anno (1954)
- La trappola mortale (1965)
- Poliziotto privato: un mestiere difficile (1977)